# Franklin Távora
João Franklin da Silveira Távora (Fortaleza, 1842 – Rio de Janeiro, 1888) è stato uno scrittore brasiliano.
Giornalista, fu autore di drammi come Tre lacrime (1870) e romanzi come Gli indi di Jaguaribe (1862).